# Darul Aman Stadium
Das Darul Aman Stadium ist ein Fußballstadion mit Leichtathletikanlage in der malaysischen Stadt Alor Setar im Bundesstaat Kedah. Es ist die Heimspielstätte des Fußballclubs Kedah FA aus der Malaysia Super League.

## Geschichte
Das Darul Aman Stadium wurde am 8. Juni 1962 offiziell von Abdul Halim Mu’adzam Shah, dem Sultan von Kedah, im Rahmen eines Spiels der malaysischen Fußballnationalmannschaft gegen Südkorea (1:0) eröffnet. Nach einer Erweiterung besitzt es seit 1997 eine Kapazität von 32.387 Zuschauern auf Sitzplätzen. Die Haupt- wie die Gegentribüne sind überdacht. Es war eines der Stadien der Junioren-Fußballweltmeisterschaft 1997.